# Víctor Calvo
Víctor Gerardo Calvo Rojas (Alajuela; 28 de noviembre de 1945) es un exfutbolista costarricense que jugaba como defensa. En febrero de 2020 padeció problemas de salud, pero meses después, fue operado con éxito.

## Trayectoria
Era apodado "palomino" y debutó con el primer equipo de la Liga Deportiva Alajuelense en 1964; con ellos, fue tres veces campeón de la Primera División de Costa Rica y el Campeón de Campeones. En 1973, pasó al Deportivo México, siendo subcampeón de la Copa 1974 y la Primera División en 1976.
En 1974, fue prestado a la Universidad de la Primera División de El Salvador. En total, estuvo en 229 partidos de la Primera División de su país y anotó 11 goles, antes de su retiro en 1979.

## Selección nacional
Fue nueve veces jugador desde 1968 con la selección de Costa Rica, jugando la primera ronda de las eliminatorias para la Copa Mundial de México 1970 y el Campeonato de Naciones de la Concacaf de Trinidad y Tobago 1971.

### Participaciones en Campeonatos Concacaf
| Copa                                          | Sede              | Resultado    | Part. | Goles |
| --------------------------------------------- | ----------------- | ------------ | ----- | ----- |
| Campeonato de Naciones de la Concacaf de 1971 | Trinidad y Tobago | Tercer lugar | 3     | 0     |

## Clubes
| Club                      | País        | Año       |
| ------------------------- | ----------- | --------- |
| L.D. Alajuelense          | Costa Rica  | 1964-1973 |
| Deportivo México          | Costa Rica  | 1973-1979 |
| C.D. Universidad (cesión) | El Salvador | 1974      |

## Palmarés

### Títulos nacionales
| Título               | Equipo      | País       | Año  |
| -------------------- | ----------- | ---------- | ---- |
| Primera División     | Alajuelense | Costa Rica | 1966 |
| Campeón de Campeones | Alajuelense | Costa Rica | 1967 |
| Primera División     | Alajuelense | Costa Rica | 1970 |
| Primera División     | Alajuelense | Costa Rica | 1971 |